# Peponium cienkowskii
Peponium cienkowskii là một loài thực vật có hoa trong họ Cucurbitaceae. Loài này được (Schweinf.) Engl. mô tả khoa học đầu tiên năm 1897.